# INHBC
INHBC (англ. Inhibin beta C subunit) – білок, який кодується однойменним геном, розташованим у людей на короткому плечі 12-ї хромосоми. Довжина поліпептидного ланцюга білка становить 352 амінокислот, а молекулярна маса — 38 238.
| 10         |  | 20         |  | 30         |  | 40         |  | 50         |
| ---------- |  | ---------- |  | ---------- |  | ---------- |  | ---------- |
| MTSSLLLAFL |  | LLAPTTVATP |  | RAGGQCPACG |  | GPTLELESQR |  | ELLLDLAKRS |
| ILDKLHLTQR |  | PTLNRPVSRA |  | ALRTALQHLH |  | GVPQGALLED |  | NREQECEIIS |
| FAETGLSTIN |  | QTRLDFHFSS |  | DRTAGDREVQ |  | QASLMFFVQL |  | PSNTTWTLKV |
| RVLVLGPHNT |  | NLTLATQYLL |  | EVDASGWHQL |  | PLGPEAQAAC |  | SQGHLTLELV |
| LEGQVAQSSV |  | ILGGAAHRPF |  | VAARVRVGGK |  | HQIHRRGIDC |  | QGGSRMCCRQ |
| EFFVDFREIG |  | WHDWIIQPEG |  | YAMNFCIGQC |  | PLHIAGMPGI |  | AASFHTAVLN |
| LLKANTAAGT |  | TGGGSCCVPT |  | ARRPLSLLYY |  | DRDSNIVKTD |  | IPDMVVEACG |
| CS         |  |            |  |            |  |            |  |            |

A: Аланін

C: Цистеїн

D: Аспарагінова кислота

E: Глутамінова кислота

F: Фенілаланін

G: Гліцин

H: Гістидин

I: Ізолейцин

K: Лізин

L: Лейцин

M: Метіонін

N: Аспарагін

P: Пролін

Q: Глутамін

R: Аргінін

S: Серин

T: Треонін

V: Валін

W: Триптофан

Кодований геном білок за функціями належить до гормонів, факторів росту. 
Секретований назовні.